# Kraftwerk Tynagh
Das Kraftwerk Tynagh (englisch Tynagh Power Station, irisch stáisiún cumhachta Thíne) ist ein GuD-Kraftwerk in der Nähe des Ortes Tynagh, County Galway, Irland. Die installierte Leistung des Kraftwerks wird mit 384 400 (bzw. 404) MW angegeben.

## Kraftwerksblöcke
Das Kraftwerk besteht mit Stand November 2023 aus einem Block, der in Betrieb ist. Die folgende Tabelle gibt einen Überblick:
| Block | Max. Leistung (MW) | Betriebsbeginn | Turbine | Generator | Dampfkessel | Status |
| ----- | ------------------ | -------------- | ------- | --------- | ----------- | ------ |
| 1     | 404                | März 2006      | GE      | GE        | Vogt        |        |

## Eigentümer
Das Kraftwerk ist im Besitz der Tynagh Energy Limited (TEL) und wird auch von TEL betrieben; die Anteilseigner von TEL sind EPUK Investments Ltd (EPUKI) mit 80 % und Mountside Partners Limited mit 20 %. EPUKI ist eine Tochter der Energetický a Průmyslový Holding (EPH).

## Sonstiges
Das Kraftwerk sollte um einen zweiten Block mit einer Leistung von 299 MW erweitert werden; die Kosten dafür wurden mit mehr als 100 Mio. EUR angegeben. Im August 2023 wurde bekannt, dass diese Pläne aufgegeben wurden.